# اوتاکر کلیما
اوتاکر کلیما (به انگلیسی: Otakar Klima) شرق‌شناس چکسلواکی بود. عمده آوازه اوتاکر به علت کتاب‌های است که دربارهٔ مانی و مزدک نوشته‌ است.

## زندگی
کلیما اوتاکر زاده‌ی سال ۱۹۰۸ میلادی در پراگ و مدیر بخش شرقی آکادمی علوم چکسلواکی بود و به‌طور عمده علاقه‌مند به زبان‌های ایران باستان، مذهب و تاریخ ایران باستان بود، او در سال ۱۹۷۳ بازنشسته و در سال ۱۹۸۸ در گذشت.اوتاکر یکی از همکاران ریپکا در زمان نوشتن کتاب تاریخ ادبیات فارسی و تاجیکی بوده، بخش ایران پیش از اسلام این کتاب را اوتاکر نوشته‌ است.

## شهرت اوتاکر در ایران
عمده شهرت اوتاکر در ایران به علت نوشتن دو کتاب تاریخچه جنبش مزدکیان و تاریخچه مکتب مزدک بوده.

### کتاب تاریخچه جنبش مزدکیان
او در سال ۱۹۵۷ م کتاب مزدک را منتشر کرد که در ایران با عنوان تاریخچه جنبش مزدکیان انتشار یافت او در این کتاب آیین مزدک را جنبشی اجتماعی معرفی کرده که دارای زمینه‌های مذهبی بوده‌ است و در عین حال او مزدک را یک مصلح اجتماعی معرفی می‌کند.

### کتاب تاریخچه مکتب مزدک
در سال ۱۹۷۷ م بیست سال پس از چاپ کتاب تاریخچه جنبش مزدکیان، اوتاکر کتاب دیگرش را که در ایران با عنوان تاریخچه مکتب مزدک انتشار یافت، منتشر می‌کند. او عنوان می‌کند که در این کتاب از آثار پژوهشگران برجسته از جمله نولدکه و کریستنسن استفاده کرده و نظرات آنان را پذیرفته است اما خود را موظف می‌داند که به بازسازی و تجزیه و تحلیل روابط اقتصادی_اجتماعی که در پیدایش و خط سیر این جنبش مؤثر بود بپردازد. اوتاکر در این کتاب یک بار دیگر به جنبه‌های اجتماعی نهضت مزدک اشاره می‌کند. او در این کتاب عنوان کرده تنها موردی که نمی‌تواند ثابت کند این است که مزدک یک موبد بوده یا نه و معتقد است که نباید هرچه ابوریحان بیرونی گزارش داده را پذیرفت و عقیده دارد که عنوان موبدان موبد برای مزدک غیر معقول است. او همچنین در این کتاب معتقد است که علت آنکه در متون باقی مانده از سده ششم میلادی نامی از مزدک برده نشده به علت آن است که خسرو انوشیروان پادشاهی زیرک بود و به سنت تاریخ آگاهی داشته و در نتیجه کوشش‌های او نام مزدک از تمامی اسناد پاک شده از جمله در کتاب خدای نامه که در زمان او تألیف شده نامی از مزدک برده نشده‌ است.

## آثار
- یک دستور زبان عبری سال ۱۹۵۶م
- تاریخچه جنبش مزدکیان سال ۱۹۵۷م
- زمان و زندگی مانی سال ۱۹۶۲
- کمک و همکاری به یان ریپکا در نوشتن کتاب تاریخ ادبیات ایران و تاجیک
- زرتشت چاپ پراگ سال ۱۹۶۴م
- تاریخچه مکتب مزدک سال ۱۹۷۷م
- شکوه و سقوط ایران باستان چاپ پراگ سال ۱۹۷۷م
- و بیش از ۲۰۰ مقاله[۱۰]